# Dietrichepik

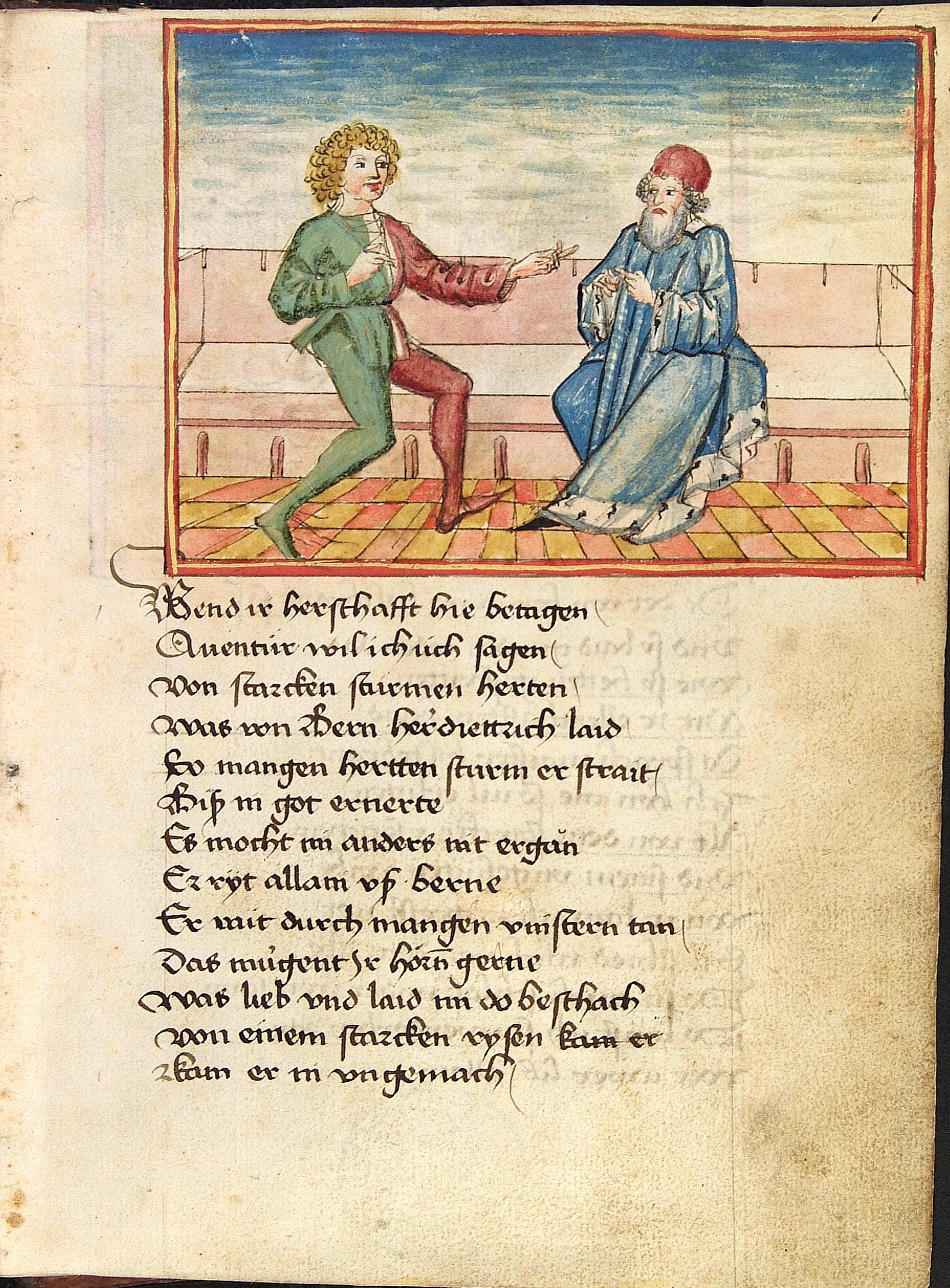
Cod. Pal. germ. 67, Blatt 1r: Sigenot – Erzähler und Zuhörer

Die Dietrichepik ist ein Sammelbegriff für mittelhochdeutsche Heldenepen, die Dietrich von Bern als Hauptfigur haben. Die Dietrichepik war vom 13. bis ins 17. Jahrhundert im deutschen Sprachraum beliebt und verbreitet.
In Dietrich lebt wahrscheinlich die Erinnerung an den Ostgotenkönig Theoderich den Großen († 526) fort. Zwei thematische Komplexe sind zu unterscheiden: Erzählungen von Dietrich und Ermanarich und Erzählungen von Dietrichs Abenteuern. Diese Komplexe sind auch in der Überlieferung und der Darstellung deutlich voneinander geschieden; man nennt den ersten daher auch historische Dietrichepik, den zweiten aventiurehafte Dietrichepik (Entstehungszeit gemäß Sabine Seelbach).
Zur historischen Dietrichepik werden gerechnet:
- Dietrichs Flucht, im Buch von Bern (4. V. 13. Jh.)
- Rabenschlacht, im Buch von Bern (4. V. 13. Jh.)
- Alpharts Tod (4. V. 13. Jh.)
- Dietrich und Wenezlan

Zur aventiurehaften Dietrichepik gehören:
- Virginal (2. V. 13. Jh.)
- König Laurins Rosengarten (2. V. 13. Jh.)
- Der Rosengarten zu Worms (2. V. 13. Jh.)
- Das Eckenlied (um 1225)
- Goldemar (um 1230)
- Sigenot (2. V. 13. Jh.)
- Der Wunderer (ca. 1503)

In den Umkreis der mittelhochdeutschen Dietrichepik gehören der Heldenroman von Biterolf und Dietleib (um 1260) sowie zwei spätmittelalterliche Balladen, das Jüngere Hildebrandslied aus dem 13. Jahrhundert (überliefert 15. Jahrhundert) und das niederdeutsche Lied von Ermenrichs Tod aus der Mitte des 16. Jahrhunderts.
Das Nibelungenlied, in dem Dietrich von Bern zwar vorkommt, wird nicht im engeren Sinn zur Dietrichepik gerechnet.
Ältere, nicht mittelhochdeutsche, Zeugnisse der Dichtung um Dietrich von Bern sind:
- Das althochdeutsche Hildebrandslied aus dem 4. Jahrzehnt des 9. Jahrhunderts
- Der Runenstein von Rök aus dem schwedischen Ostgötland, ebenfalls 9. Jahrhundert
- Verse im altenglischen Gedicht Deors Klage aus dem Exeter Book aus der 2. Hälfte des 10. Jahrhunderts
- Verse im Waldere, der nur als Fragment erhaltenen altenglischen Fassung der Sage von Walther und Hildegund aus der Zeit um 1000.

Viele der oben aufgeführten Epen sind uns als Bestandteil der Heldenbücher erhalten, die zwischen der ersten Hälfte des 14. Jahrhunderts und 1590 als Handschriften oder Drucke erschienen sind. Sie enthalten meist mehrere Dietrich-Epen sowie andere Heldendichtungen, z. B. sehr oft den Ortnit/Wolfdietrich-Zyklus. Ab 1480 enthalten diese Heldenbücher auch als Vorrede oder Schlusstext einen Überblick über das Heldenzeitalter (Heldenbuch-Prosa).
Die Thidrekssaga mit Handschriften in Altnorwegisch und Schwedisch ist im Unterschied zu den genannten Texten Prosa, behandelt aber nicht nur Episoden, sondern bringt die Sagen erzählerisch in einen biographischen Gesamtzusammenhang.

## Ausgaben und Literatur
- Christa Habiger-Tuczay (Hg.): Die aventiurehafte Dietrichepik: Laurin und Walberan, der jüngere Sigenot, das Eckenlied, der Wunderer. Mittelhochdeutscher Text und neuhochdeutsche Übersetzung von Christa Tuczay, Kümmerle, Göppingen 1999, ISBN 3-87452-841-3.
- Joachim Heinzle: Einführung in die mittelhochdeutsche Dietrichepik. de Gruyter, Berlin 1999, ISBN 3-11-015094-8.
- Elisabeth Lienert und Gertrud Beck (Hg.): Dietrichs Flucht. Textgeschichtliche Ausgabe. Niemeyer, Tübingen 2003, ISBN 978-3-484-64501-1.
- Elisabeth Lienert und Dorit Wolter (Hg.): Rabenschlacht. Textgeschichtliche Ausgabe. Niemeyer, Tübingen 2005, ISBN 978-3-484-64502-8.
- Elisabeth Lienert und Viola Meyer (Hg.): Alpharts Tod. Dietrich und Wenezlan. Textgeschichtliche Ausgabe. Niemeyer, Tübingen 2007, ISBN 3-484-64503-2.